# Robert Piat
Robert Piat, né le 3 septembre 1914 et mort le 8 octobre 2007, est un homme politique français.

## Biographie
Instituteur à Souppes-sur-Loing puis directeur d'école à Saint-Rémy-la-Vanne, il devient conseiller municipal de ce village de la Brie en mars 1959 puis premier édile en 1972, deux ans après son élection comme conseiller général de La Ferté-Gaucher. Au sein de l'hémicycle départemental, il préside la commission de l'enseignement. 
Suppléant de Paul Séramy, sénateur-maire de Fontainebleau et président du conseil général de Seine-et-Marne depuis le scrutin de 1986, il remplace ce dernier à son décès le 24 février 1992. Tout d'abord non-inscrit, il siège par la suite dans les rangs du groupe Union centriste. Il est par ailleurs membre de la commission des affaires culturelles.
Réélu maire et conseiller général, il perd cependant ce dernier mandat lors des élections cantonales de 1994 où il est battu au deuxième tour par Yves Jaunaux.
En mars 2001, il ne sollicite pas de nouveau mandat municipal et se retire de la vie politique.

## Détail des fonctions et des mandats
Mandat parlementaire
- 24 février 1992 - 24 septembre 1995 : Sénateur de Seine-et-Marne

Mandats locaux
- 1970 - 1994 : Conseiller général du canton de La Ferté-Gaucher
- 1972 - mars 2001 : Maire de Saint-Rémy-la-Vanne

## Décorations
- Chevalier de la Légion d'honneur
- Officier de l'ordre national du Mérite
- Commandeur de l'ordre des Palmes académiques